# Češnjak
Češnjak ili bijeli luk (lat. Allium sativum) začinska je biljka iz porodice Alliaceae. Srodna je luku, poriluku i vlascu. Smatra se da potječe iz srednje Azije, a od pamtivijeka se upotrebljava u kulinarstvu i medicini.
Egipćanima je bio poznat već 3750. godine prije  Krista, kao i Grcima te Rimljanima. Dosta je rasprostranjen, iako se troši u manjim količinama. Rabi se kao začin, i to bilo sirov, bilo kod kuhanja različitih jela. Ima tipičan miris koji mu daje eterično ulje. Češnjak sadrži fitoncide, koji djeluju baktericidno pa se troši kao narodni lijek.
Češnjaku su se kroz povijest pripisivala razna mistična svojstva te se vjerovalo da štiti od demona, vukodlaka i vampira.
Najveći svjetski proizvođač češnjaka je Kina, s oko 77% ukupne svjetske proizvodnje.

## Opis
Češnjak se prodaje u glavicama vezanima u vijence ili snopove, u prahu ili ekstraktu. Glavice češnjaka složene su od nekoliko češnjeva. Svaki češanj ima čvrstu vanjsku ljusku, a svi češnjevi, obavijeni zajedničkim ovojnim listom, čine glavicu češnjaka.
Češnjak se pojavljuje na tržištu u proljeće kao mladi češnjak te u kasno ljeto kao sazreli. Mladi češnjak ima zeleno lišće uže nego što je lišće poriluka i specifičan miris. Jede se sirov, kao i mladi luk, uz meso pečeno na žaru ili uz svježi kravlji sir. Proljetni češnjak nazvan je prema vremenu sadnje, a dozrijeva u kasno ljeto, odnosno u ranu jesen; glavice su manje, manji su češnjevi i vrlo se dobro sprema za zimnicu. Jesenski češnjak sadi se u jesen, ima velike češnjeve i glavicu promjera do 10 cm, ali nije dobar za dulje čuvanje i skladištenje.

## Zanimljivosti o ljekovitosti češnjaka
Češnjak se upotrebljavao već u rimskoj, grčkoj i egipatskoj prehrani,te u drevnoj Kini gdje je bio izuzetno cijenjena ljekovita biljka.
Starorimski pisac Plinije opisao je češnjak kao lijek za 61 zdravstvenu tegobu.
Češnjak možemo naći i kao sastojak u nizu recepata Apicijeve kuharice (najstarija kuharica sačuvana u cijelosti).
Hipokrat (otac medicine) preporučavao ga je u prehrani.
Do prvog zapisanog štrajka u povijesti, koji se zbio u starom Egiptu došlo je upravo zbog izbacivanja češnjaka iz svakodnevne prehrane robova.
Kroz povijest ga se primjenjivalo i kao lijek za astmu, ubod škorpiona, a tijekom srednjeg vijeka vjerovalo se da je lijek za kugu.
Godine 1858. Louis Pasteur zapisao je da bakterija ugine nakon tretiranja češnjakom. Još od srednjeg vijeka, češnjak se upotrebljavao za liječenje rana, bilo u komadu ili usitnjen nanosio se izravno na rane da bi zaustavio širenje infekcije.
Osim alicina i dialil sulfida, češnjak također sadržava vitamin C, B6, selen, magnezij, kalij, kalcij, magnezij i flavonoide.
Velika uloga češnjaka jest u preventivi (sprečavanju) bolesti, što bi značilo da uključivanjem češnjaka u svakodnevnu prehranu pomažemo organizmu, da se odupre nekim bolestima i promjenama u organizmu, npr. kardiovaskularnim bolestima, tumorima, infarktu i dr. Znanstvena istraživanja pokazuju da je dobar pri liječenju dijabetesa, raka i bolesti srca. Na srce i krvožilni sustav djeluje pozitivno tako da snižava loš kolesterol i krvni tlak, potiče cirkulaciju i sprečava moždani udar. Čak je jedno njemačko istraživanje pokazalo, da je češnjak pomogao tijelu u borbi protiv virusa HIV-a.

## Sastav na 100 g
- Bjelančevine 6.5 g
- Masti 0.5 g
- Ugljikohidrati 29.9 g
- Vlakna 1.5 g
- Organske kiseline 0.1 g
- Voda 60 g
- Pepeo 1.5 g

### Vitamini
- Beta karotin 0,005 mg
- Vitamin B 1 0,08 mg
- Vitamin B 2 0,08 mg
- Vitamin B 4 23,2 mg
- Vitamin B 5 0.596 mg
- Vitamin B 6 0,6 mg
- Vitamin B 9 3mg
- Vitamin C 10 mg
- Vitamin E 0,3 mg

### Makroelementi mg/100 g
- Kalij 260
- Kalcij 180
- Silicij 2,56
- Magnezij 39
- Natrij 17
- Sumpor 63,6
- Fosfor 100
- Klor 30

### Mikroelementi mkg/100 g
- Aluminij 455
- Željezo 1,5 mg/100 g
- Jod 9
- Bakar 130
- Cink 1,025 mg/ 100 g
- Fluor 8
- Selen 14,2[6]

## Vanjske poveznice
- Atlas sorti češnjaka